# Mamaia
Mamaia è la più antica e principale località turistica balneare della Romania.
È situata sul Mar Nero, a nord di Costanza (di cui fa parte dal punto di vista amministrativo), ha una lunghezza di 8 km ed una larghezza di soli 300 metri, tra il lago Siutghiol e il mar Nero. La spiaggia è caratterizzata da una sabbia molto fine ed una larghezza media di 250 metri.
La popolazione residente è inferiore ai 50 abitanti nel periodo invernale.

## Storia
Le prime costruzioni sulla costa a nord di Costanza risalgono al 1906 e consistevano in due padiglioni di legno in riva al mare inaugurati il 22 agosto dello stesso anno, progettati dall'architetto Petre Antonescu e situati all'altezza dell'attuale casinò.
Per agevolare l'afflusso di turisti dalla città venne costruita una ferrovia, in seguito smantellata e oggi occupata dal Bulevardul Mamaia.
Un incendio nel 1920 distrusse le prime costruzioni. Un ulteriore incremento dell'attività turistica si ebbe nel 1935 con la costruzione del primo albergo e del casinò. Contemporaneamente venne costruita anche la residenza estiva reale (oggi occupata dal Club Castel).
Durante il periodo comunista continuò lo sviluppo e la costruzione di alberghi, in particolar modo tra il 1959 e il 1965 nella parte sud e tra il 1982 e il 1985 nella parte nord. Nel 2010 si contano 61 alberghi (per una capienza di più di 20.000 posti letto) e 3 campeggi in esercizio.

## Attrazioni turistiche
Mamaia è una destinazione turistica molto popolare soprattutto tra i giovani, in particolar modo per la vita notturna.
Numerose le discoteche e i club: tra i più famosi ci sono l'Ego Club, il Bellagio Club, La Cucaracha e Le Gaga.
Oltre ai club e alle discoteche è presente una serie di 31 ristoranti etnici regionali della Romania. 

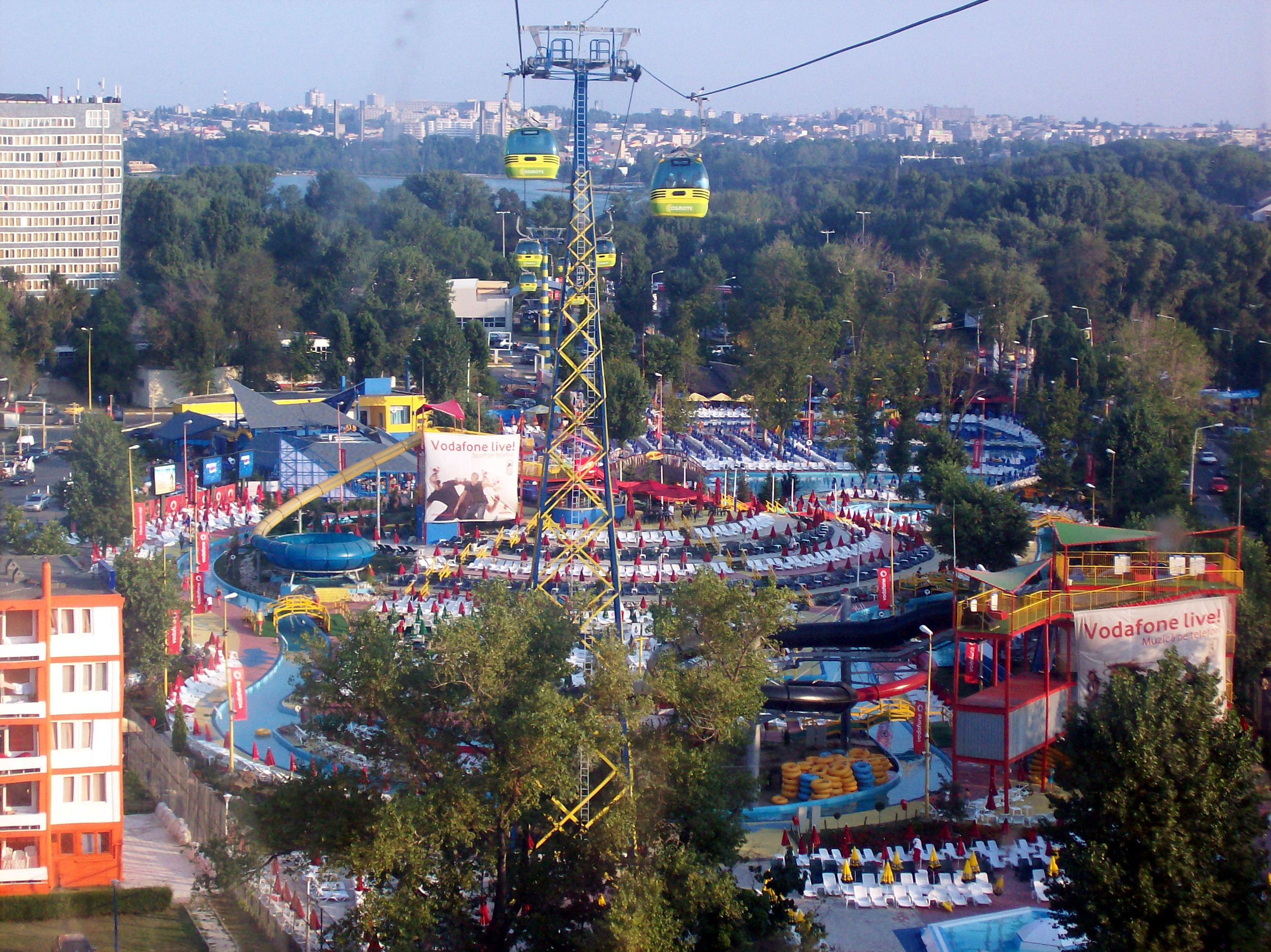
La Telegondola

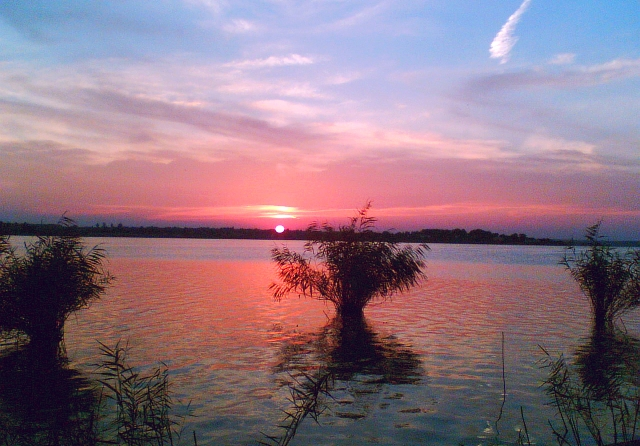
Il lago Siutghiol

### Aqua Magic
Una delle principali attrazioni della località è Aqua Magic, parco acquatico che è un grande divertimento per i turisti progettato dall'architetto Sergei Petrov. Aqua Magic è situato all'ingresso della stazione ed ha una capacità di 3000 visitatori, con una superficie di 4000 metri quadri.

### La Telegondola
Un'altra attrazione è la Telegondola inaugurata nel 2004, ovvero una cabinovia che permette ai turisti di ammirare dall'altezza la splendida località turistica di Mamaia e il Mar Nero.
Realizzata con mezzi di ultima generazione ed in conformità con gli standard internazionali, l'impianto è lungo 2,2 km e collega il casinò all'Hotel Perla, mediante un tragitto della durata di circa 7 minuti, arrivando a un'altezza massima di 50 m.

### Lago Siutghiol
Il lago Siutghiol, conosciuto come Ghiolul Mare cioè Grande Lago nel folclore locale, oppure lago Mamaia nel linguaggio turistico, ha una lunghezza di 7,5 km e una larghezza di 2,5 km. Sui suoi 1900 ettari è possibile praticare diversi sport acquatici, come lo sci nautico, kitesurfing, jet ski oppure lo yachting. Il lago ha diverse isole di origine cretacea oppure isole calcaree, una di queste è l'isola Ovidiu, sulla quale si trova un ristorante. È separato dal mare da un cordone di litorale che ha dato origine alla spiaggia di Mamaia.

## Infrastrutture e trasporti
Mamaia è percorsa per tutta la sua lunghezza dal Bulevardul Mamaia che collega Costanza con Năvodari. È raggiungibile coi mezzi pubblici gestiti dalla CT Bus in partenza dalla stazione ferroviaria del capoluogo.

## Festival di Mamaia
Annualmente nel Teatrul de Vară (Arena estiva) si svolge il Festival di musica popolare Mamaia, considerato il più grande festival del paese.

## Galleria d'immagini

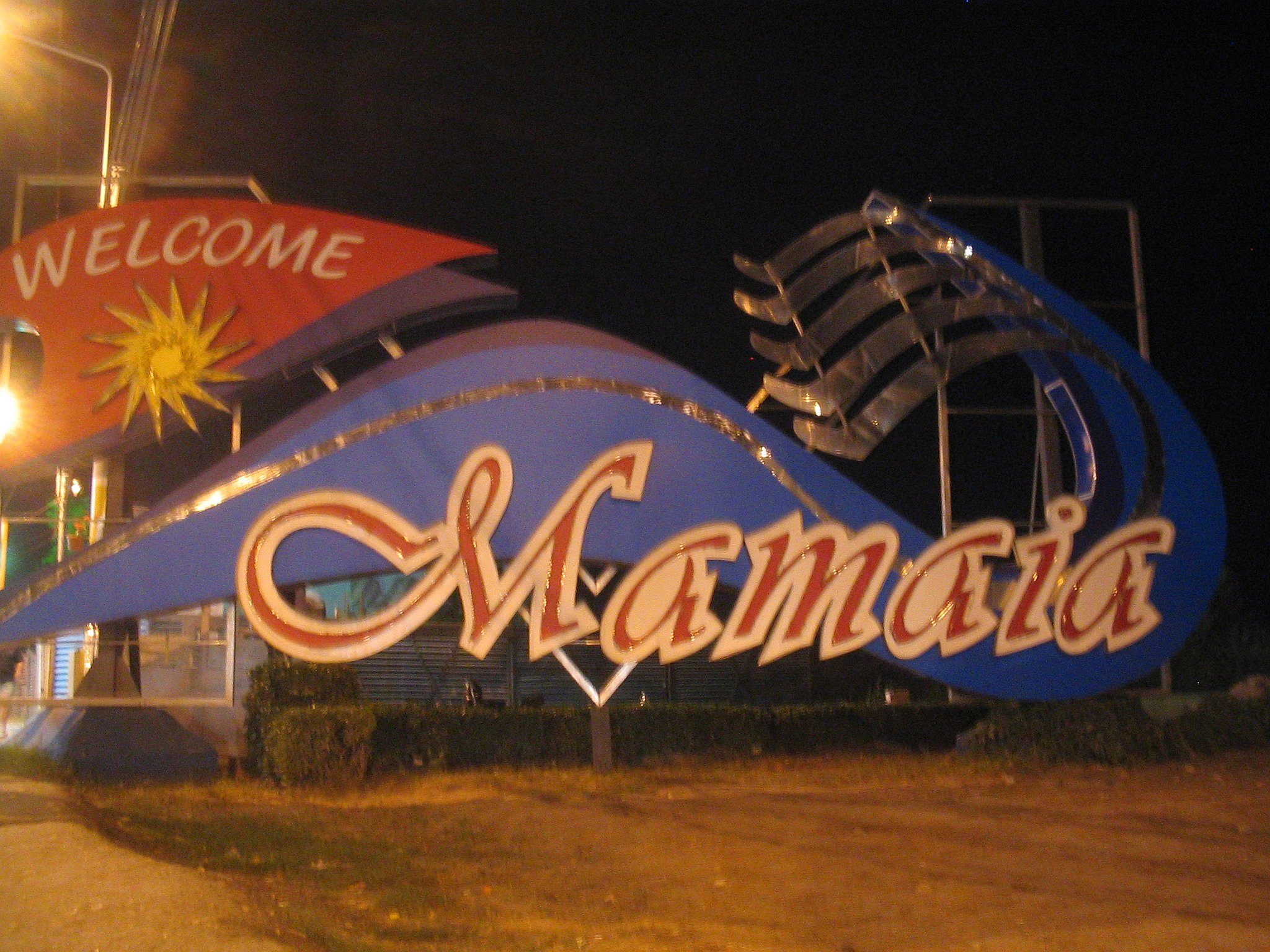
Benvenuti a Mamaia
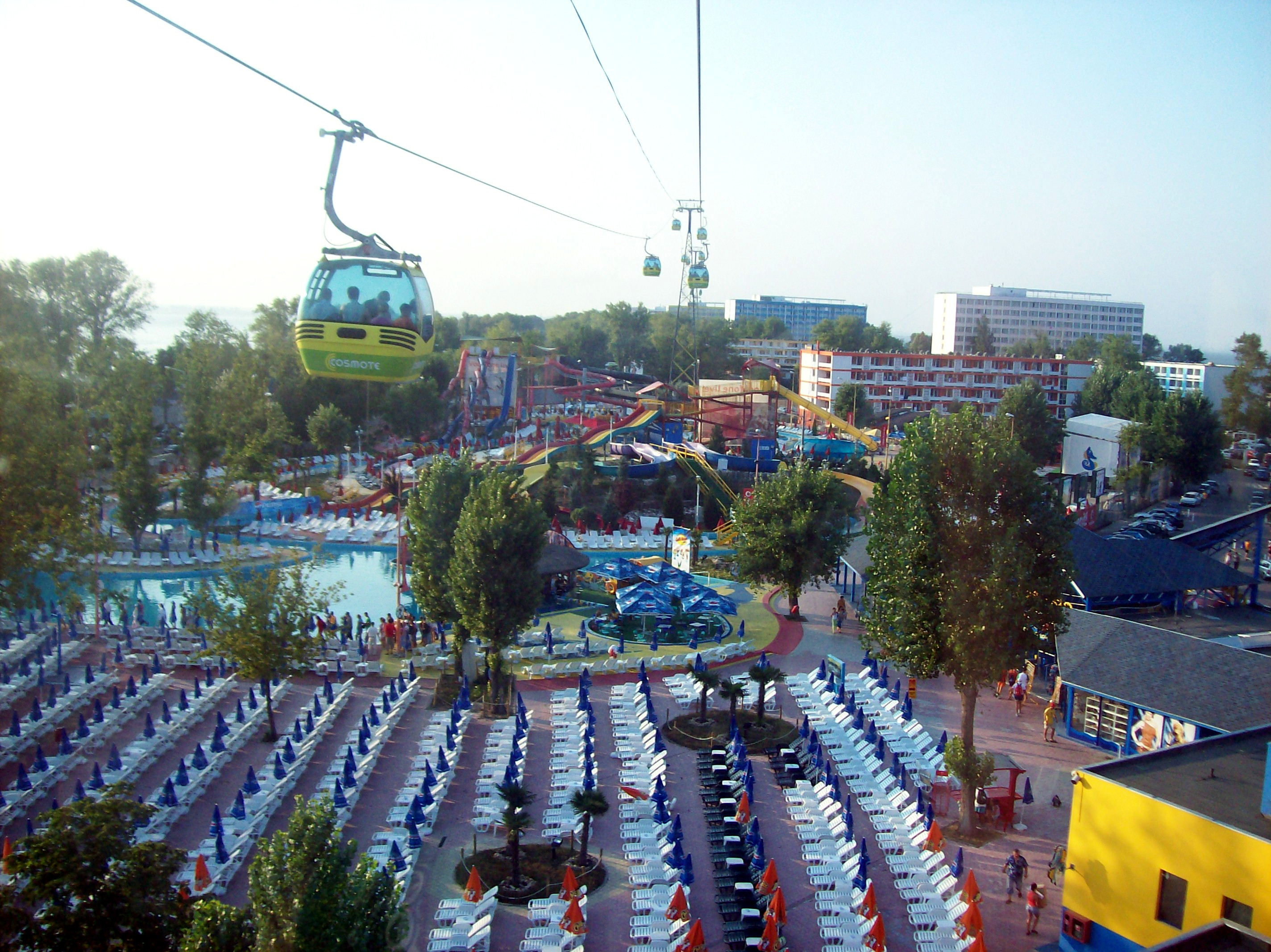
Aqua Magic: ombrelloni e lettini
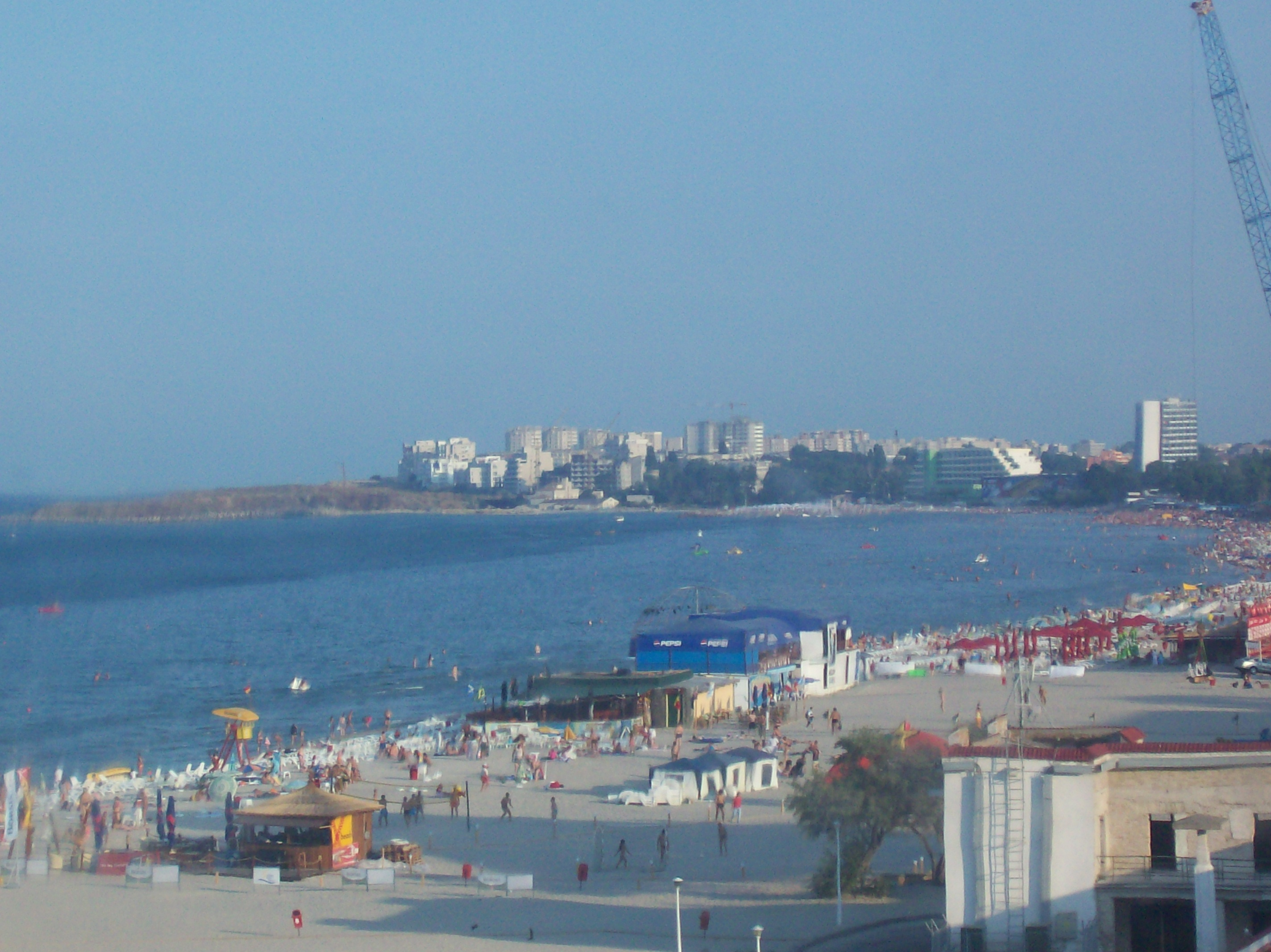
Spiaggia